# Adam Sandlers acht verrückte Nächte
Adam Sandlers acht verrückte Nächte, auch bekannt als 8 verrückte Nächte, ist ein amerikanischer Chanukka-Animationsfilm für Erwachsene aus dem Jahr 2002 unter der Regie von Seth Kearsley.

## Handlung
Davey Stone ist ein 33-jähriger jüdischer Alkoholiker mit einem Vorstrafenregister, das ihm in seiner Heimatstadt Dukesberry, New Hampshire, Feindseligkeiten eingebracht hat. Whitey Duvall, ein alternder ehrenamtlicher Schiedsrichter in Daveys früherer Basketballliga, überzeugt den Richter, ihn als Schiedsrichter für seine Jugendbasketballliga gemeinnützige Arbeit leisten zu lassen, allerdings unter einer Bedingung: Wenn Davey vor Ablauf seiner Amtszeit in der Liga erneut straffällig wird, muss er für zehn Jahre ins Gefängnis.
Als Davey bei seinem ersten Spiel die Spieler schikaniert, erleidet Whitey einen Anfall, und das Spiel wird abrupt abgebrochen, da Davey es der gegnerischen Mannschaft überlässt. In dem Versuch, Davey zu beruhigen, nimmt Whitey ihn mit ins Einkaufszentrum, wo sie Daveys Jugendliebe Jennifer Friedman, eine geschiedene, alleinerziehende Mutter, die nach Dukesberry zurückgekehrt ist und einen Job im Einkaufszentrum angenommen hat, und ihren Sohn Benjamin im Vorschulalter treffen. Davey hegt insgeheim immer noch Gefühle für Jennifer, aber Whitey erinnert Davey daran, dass er seine Chancen bei Jennifer vor Jahren verspielt hat.
Im Laufe der Zeit werden Whiteys verschiedene Versuche, Davey zu ermutigen, mit Demütigungen und Aggressionen beantwortet. Später freundet sich Davey beim Basketballspielen im Gemeindezentrum mit Benjamin an, doch dessen unsportliches Verhalten, zu dem Davey ihn ermuntert, bringt ihm den Zorn seiner Mutter ein. Auf dem Heimweg erinnern sich die beiden an ihre glückliche Kindheit und daran, wie sehr sich die Dinge verändert haben. Als Davey nach Hause kommt, wird sein Wohnwagen von einem der Männer, die das Basketballspiel gegen ihn verloren haben, in Brand gesteckt, obwohl Davey hineinrennt, um eine Chanukka-Karte seiner verstorbenen Eltern zu retten. Whitey lädt Davey ein, bei ihm und seiner zuckerkranken Zwillingsschwester Eleanore zu wohnen. Um Davey bei der Stange zu halten, erklären Whitey und Eleanore ihm die komplizierten Regeln des Haushalts und machen ihm klar, dass er aus dem Haus geworfen wird, wenn er sich nicht daran hält.
Davey beginnt langsam, sein Leben zu ändern, bis Whitey sich eines Tages auf der Eisbahn an Daveys Vergangenheit erinnert: Auf dem Weg zu einem seiner Basketballspiele starben Daveys Eltern bei einem Autounfall, und er erfuhr von der Tragödie, kurz nachdem er das Spiel gewonnen hatte. Den Rest seiner Kindheit verbrachte er in Pflegefamilien und staatlichen Heimen. Als Jugendlicher betäubte er seinen Schmerz mit Alkohol und Kleinkriminalität und isolierte sich von Jennifer und seinen anderen Freunden. Verzweifelt und wütend, als er an sein Trauma erinnert wird, beleidigt Davey Whitey und Eleanore, woraufhin Whitey ihn untröstlich aus seinem Haus wirft.
Den Rest des Tages verbringt Davey damit, sich zu betrinken. In der Nacht bricht er in das geschlossene Einkaufszentrum ein und halluziniert, dass die Logos und Maskottchen der verschiedenen Geschäfte zum Leben erwachen und ihn mit seiner Unfähigkeit zu trauern konfrontieren. Als er schließlich die Chanukka-Karte seiner Eltern öffnet, auf der eine herzliche Botschaft steht, die ihn bittet, nicht zu ändern, wer er ist, erlaubt sich Davey endlich, um seine Eltern zu trauern. Als die Polizei eintrifft, um ihn zu verhaften, flieht Davey und steigt in einen Bus nach New York City, aber der Bus muss anhalten, weil ein Nagel auf der Straße alle hinteren Reifen durchstochen hat. Davey erinnert sich an das Wunder von Chanukka und macht sich auf die Suche nach Whitey, um ihn zu versöhnen.
Davey trifft Whitey beim All-Star-Bankett, einer jährlichen Feier der Stadt, bei der ein Mitglied der Gemeinschaft für seine positiven Beiträge mit dem „Dukesberry All-Star Patch“ ausgezeichnet wird, den Whitey seit 35 Jahren begehrt. Als Whitey erneut übergangen wird, beschließt er, nach Florida zu ziehen und den Rest seines Lebens in Anonymität zu verbringen. Davey erinnert die Stadtbewohner an die Misshandlungen, die sie und er Whitey im Laufe seines Lebens angetan haben, und an die selbstlosen Beiträge, die er dennoch für die Gemeinschaft geleistet hat. Davey führt sie zu Whitey, der mit Eleanore ins Einkaufszentrum gegangen ist. Die Bürger der Stadt danken Whitey für seinen jahrelangen Einsatz, und der Bürgermeister überreicht ihm offiziell den Patch Award, den auch frühere Preisträger erhalten haben. Während Davey und Jennifer sich versöhnen, hat Whitey einen weiteren Anfall.

## Produktion
Kearsley verriet in einer E-Mail an Doug Walker, dass bestimmte Elemente des Films, die berüchtigt waren, insbesondere die Szene mit dem kotfressenden Reh und sogar Whiteys Stimme (die ursprünglich eher hoch und nervig war), eigentlich herausgeschnitten werden sollten, aber aufgrund von „Fokusgruppen“, die den Film gesehen hatten (die Whiteys Stimme herabsetzten), sowie aufgrund der Tatsache, dass die Produktwerbung ohne Genehmigung verwendet wurde, beibehalten wurden.

## Synchronisation
Die deutsche Synchronisation des Films übernahm die Scalamedia GmbH in München, nach einem Dialogbuch von Frank Engelhardt und Peter Woratz. Dialogregie führte Peter Woratz.
| Rolle                                               | Originalsprecher    | Deutscher Sprecher |
| --------------------------------------------------- | ------------------- | ------------------ |
| Davey Stone / Whitey Duvall / Eleanore Duvall / Reh | Adam Sandler        | Frank Röth         |
| Jennifer                                            | Jackie Sandler      | Elisabeth Günther  |
| Benjamin                                            | Austin Stout        | N.N.               |
| Bürgermeister Dewey                                 | Kevin Nealon        | Marco Kröger       |
| Erzähler / Mr. Chang                                | Rob Schneider       | Kai Taschner       |
| Richter                                             | Norm Crosby         | Thomas Rauscher    |
| Tom Baltezor                                        | Jon Lovitz          | Claus Brockmeyer   |
| Foot Locker Guy                                     | Peter Dante         | Thomas Amper       |
| Sees Candies Box                                    | Ellen Albertini Dow | Anita Höfer        |
| Panda Express Panda                                 | Kevin P. Farley     | Walter von Hauff   |
| Coffee Bean & Tea Leaf Cup                          | Lari Friedman       | Claus Brockmeyer   |
| Sharper Image Chair                                 | Tom Kenny           | Hans-Rainer Müller |
| GNC Guy                                             | Carl Weathers       | Tommi Piper        |
| Eli Wolstan                                         | Jamie Alcroft       | Reinhard Brock     |
| alte Frau                                           | Allen Covert        | Anita Höfer        |
| Busfahrer                                           | Allen Covert        | Michael Gahr       |
| Bürgermeister Deweys Ehefrau                        | Allen Covert        | Hans-Rainer Müller |
| Worker #3                                           | J.D. Donaruma       | Reinhard Brock     |
| Cop #2                                              | John Farley         | Hans-Rainer Müller |
| Obdachloser                                         | Carmen Filpi        | Manfred Erdmann    |
| TV-Sprecher                                         | Archie Hahn         | Ekkehardt Belle    |
| Brill                                               | Todd Holland        | Thomas Albus       |
| Mr. Thompson                                        | Chance Langton      | Walter von Hauff   |
| Cop #1                                              | Jonathan Loughran   | Walter von Hauff   |

## Soundtrack
Der Soundtrack wurde am 27. November 2002 von Columbia/Sony Music Soundtrax veröffentlicht. Der Soundtrack enthält alle Lieder des Films, einschließlich der Neuauflage von „The Chanukah Song“ und einem gelöschten Lied namens „At the Mall“, das von Whitey gesungen wird, als er in einer alternativen Eröffnungssequenz durch das Einkaufszentrum schlendert, die auf der DVD enthalten ist. Der Soundtrack wurde im Jahr 2021 für den Vinyl Me, Please Plattenclub auf Vinyl gepresst.
| Nr.          | Titel                                    | Länge |
| ------------ | ---------------------------------------- | ----- |
| 1            | Davey's Song                             | 2:17  |
| 2            | At The Mall                              | 2:45  |
| 3            | Patch Song                               | 1:05  |
| 4            | Long Ago                                 | 2:13  |
| 5            | Technical Foul                           | 3:39  |
| 6            | Intervention Song                        | 2:34  |
| 7            | Bum Biddy                                | 4:06  |
| 8            | The Chanukah Song Part 3 (Radio Version) | 4:18  |
| Gesamtlänge: | Gesamtlänge:                             | 22:57 |

## Veröffentlichung
Adam Sandlers acht verrückte Nächte belegte an seinem Eröffnungswochenende den fünften Platz an den US-Kinokassen und spielte seit seinem Start am Mittwoch nur 14 Millionen US-Dollar ein. In Nordamerika spielte der Film insgesamt nur 23,6 Millionen US-Dollar ein, während die Einnahmen an den ausländischen Kinokassen vernachlässigbar waren, so dass er weltweit insgesamt nur 23,8 Millionen US-Dollar einspielte. Dies machte Adam Sandlers acht verrückte Nächte zu einem Flop, mit einem Verlust von schätzungsweise mindestens 10,5 Millionen bis zu 44,6 Millionen US-Dollar.

## Kritiken
Roger Ebert gab dem Film zwei von vier möglichen Sternen und kritisierte den düsteren Ton des Films, indem er sagte, dass „die Feiertage in Sandlerville nicht sehr fröhlich sind“.
Matthew Rozsa von Salon bezeichnete den Film trotz seiner schlechten Qualität als den bekanntesten Chanukka-Film.
William Thomas von Empire gab dem Film einen von fünf Sternen und sagte: „Abgelegt unter ‚Was zur Hölle haben die sich dabei gedacht?‘. Mit diesem Film und Mr. Deeds hat Sandler eine ziemliche Kombo hingelegt. Vermeiden Sie ihn wie die Pest.“

## Auszeichnungen
| Auszeichnung                    | Jahr | Kategorie                                                   | Empfänger                           | Resultat  |
| ------------------------------- | ---- | ----------------------------------------------------------- | ----------------------------------- | --------- |
| Nickelodeon Kids’ Choice Awards | 2003 | Lieblings-Synchronstimme in einem Animationsfilm            | Adam Sandler                        | Nominiert |
| Goldene Himbeere                | 2003 | Schlechtester Hauptdarsteller                               | Adam Sandler                        | Nominiert |
| Goldene Himbeere                | 2003 | Schlechtester Film, der auf Teenager abzielt                | Adam Sandlers acht verrückte Nächte | Nominiert |
| Stinkers Bad Movie Awards       | 2002 | Worst Fake Accent: Male                                     | Rob Schneider                       | Nominiert |
| Stinkers Bad Movie Awards       | 2002 | Most Annoying Non-Human Character                           | Whitey                              | Nominiert |
| Stinkers Bad Movie Awards       | 2002 | Worst Song or Song Performance in a Film or its End Credits | The Chanukah Song Part 3            | Nominiert |